# Brignano Gera d'Adda
Brignano Gera d'Adda es una localidad y comune italiana de la provincia de Bérgamo, región de Lombardía, con 5.670 habitantes.

## Evolución demográfica
| Gráfica de evolución demográfica de Brignano Gera d'Adda entre 1861 y 2001 |
|                                                                            |
| Fuente ISTAT - elaboración gráfica de Wikipedia                            |